# خان الحمر
خان الحمر قرية سوريّة تتبع إداريّاً لمحافظة حلب منطقة منبج ناحية خفسة، بلغ تعداد سكانها (3500) نسمة حسب التعداد السكاني لعام 2015.